# Отношения ДР Конго и Танзании
Отношения Демократической Республики Конго и Танзании — двусторонние дипломатические отношения между Демократической Республикой Конго и Танзанией. Протяжённость государственной границы между странами составляет 479 км.

## История
В октябре 2016 года президент ДР Конго Жозеф Кабила прибыл с официальным визитом в Дар-эс-Салам, где провёл встречу с президентом Танзании Джоном Магуфули. В ходе трёхдневного визита стороны обсудили вопросы по увеличению товарооборота, более 50 % продукции из восточной части ДР Конго попадает на мировой рынок через порты Танзании. Кроме того, был подписан меморандум о взаимопонимании по добыче природных ископаемых из озера Танганьика.
В 2018 году в Танзании проживало 84 088 беженцев из Демократической Республики Конго.

## Торговля
Объём товарооборота между государствами вырос с 23,1 млрд. в 2009 году, до 393,6 млрд. танзанийских шиллингов в 2015 году. В феврале 2017 года ДР Конго, Замбия и Танзания пришли к соглашению о строительстве моста через пограничную реку Луапула, стоимость проекта оценивается в 85 млн долларов США. Новая дорога через Луапулу облегчит транспортировку грузов между востоком ДРК, Замбией и портами Танзании.
В сентябре 2018 года предназначенные для ДРК контейнеры с продовольствием скопились в порту Дар-эс-Салама, затрудняя его работу. Кризис стал следствием подозрения властей Танзании в желании экспортёров продать часть грузов на внутреннем рынке Танзании, избежав таким образом ввозных пошлин.

## Дипломатические представительства
- Демократическая Республика Конго имеет посольство в Дар-эс-Саламе[10].
- У Танзании имеется посольство в Киншасе[11].